# Hans Ringhoffer

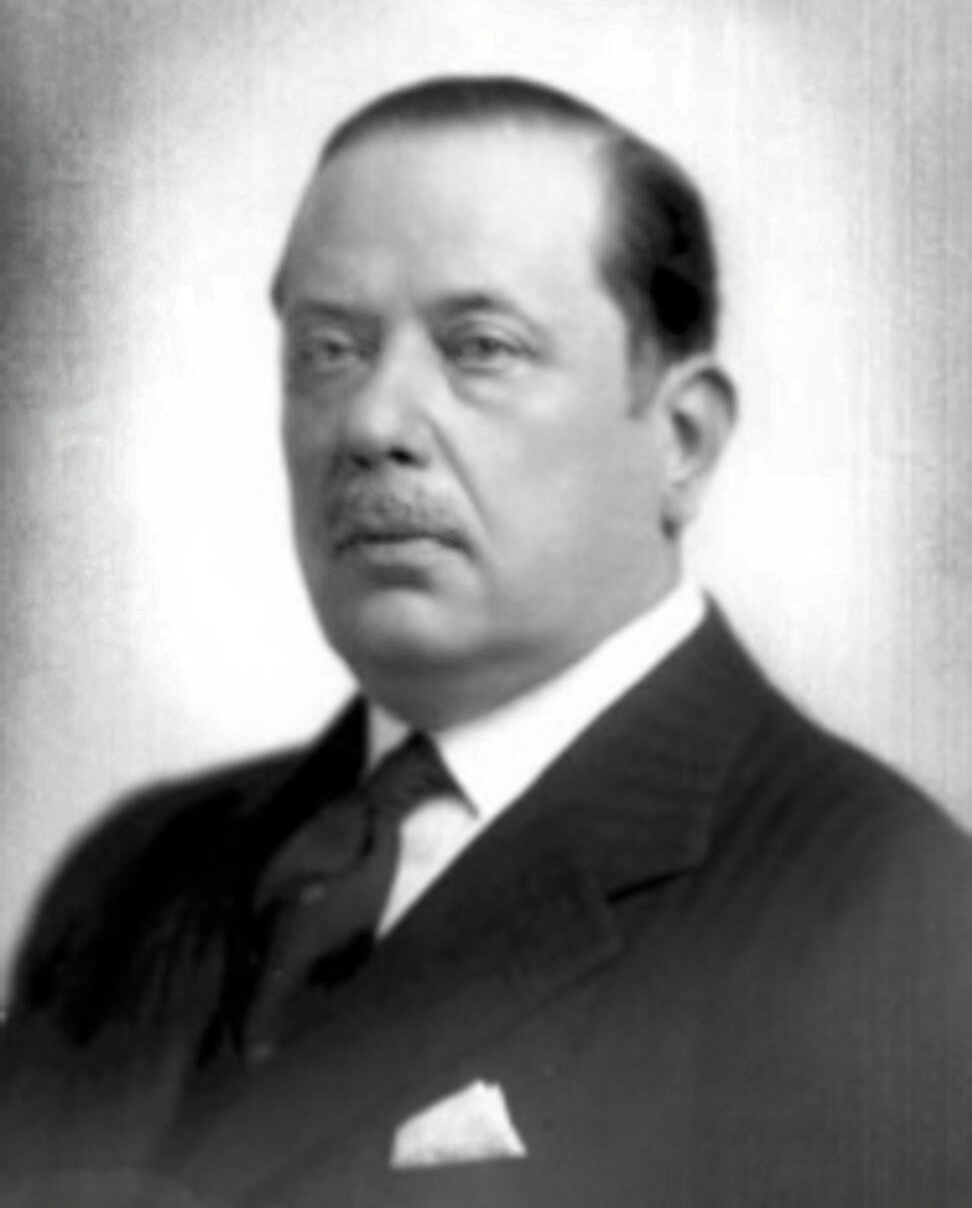
Hans Ringhoffer (1934)

Johannes Emanuel Viktor Maria Freiherr von Ringhoffer (* 3. Januar 1885 in Smichow, Böhmen, † 30. September (?) 1946 Mühlberg/Elbe, SBZ/Brandenburg) war ein deutschböhmischer Großindustrieller und letzter Generaldirektor der Ringhoffer-Werke in der Tschechoslowakei.

## Herkunft
Die Ringhoffers stammen aus Müllendorf in Burgenland im ehemaligen Königreich Ungarn und waren dort als Kupferschmiede tätig. Ein Ahne, Franz Ringhoffer zog 1771 nach Prag, erwarb dort das Bürgerrecht und eröffnete in der Prager Altstadt eine Werkstatt, die sich auf die Herstellung von Brauereigeräten spezialisierte. Franz Ringhoffers Enkel, Franz Ringhoffer II. (* 1817, † 1873) errichtete 1852 die F. Ringhoffer Waggon- und Tenderfabrik in der südwestlich von Prag gelegenen Ortschaft Smichow, wo er im Jahre 1854 mit der Produktion von Eisenbahnwagen begann. Franz II. genoss hohes Ansehen, er war Mitglied des Böhmischen Landtages und wurde 1873 von Kaiser Franz Joseph I. in den erblichen Freiherrenstand erhoben. Außerdem war er Träger mehrerer hoher Orden (1861 Franz-Joseph-Orden, 1873 Orden der Eisernen Krone).
In der zweiten Hälfte des 19. Jahrhunderts entwickelten sich die Ringhoffer-Werke zu einem der bedeutendsten Industrieunternehmen in Österreich. Die Ringhoffer-Werke produzierten sämtliche Arten von Eisenbahnwagen, sowohl für die k.k. Staatsbahnen, als auch für private Eisenbahnunternehmen. Unter anderen wurden auch luxuriös ausgestattete Salonwagen für das österreichische Kaiserhaus sowie für den Hoch- und Geldadel gefertigt.

## Leben
Hans Freiherr von Ringhoffer war das jüngste von vier Kindern von Franz Freiherr III. von Ringhoffer (* 1844, † 1909) und dessen Ehefrau Franziska Klein von Wiesenberg (* 1853, † 1940). Hans hatte drei ältere Geschwister: Franz IV. (* 1874, † 1940; ⚭ Leopoldine Freifrau von Ringhoffer), Leopoldine (* 1879, † 1945; ⚭ mit Erwin Nádherný aus Borutin) und Alfred (* 1880, † 1938; ⚭ mit Maria Anna Gräfin Nostitz-Rieneck).
Nach einer wohlgehüteten Kindheit und seiner Schulausbildung die mit dem Abitur endete, studiere er Rechtswissenschaften an der Deutschen Karlsuniversität in Prag. Hans Ringhoffer wurde als erstes Familienmitglied zum Doktor der Jurisprudenz promoviert. Im Jahre 1909 trat er, gemeinsam mit seinen beiden Brüdern, nach dem Tode des Vaters, als Gesellschafter in das Familienunternehmen ein. In dieser Zeit wurde die Firma in eine Aktiengesellschaft umgewandelt.
Nachdem sich der Waggonbau nach 1918 in der neu gegründeten Tschechoslowakei wesentlich reduziert hatte, wurde eine Fusionierung mit einem Wettbewerber aus der Automobilbranche angestrebt. Im Jahre 1923 fusionierten die Ringhoffer-Werke mit der Nesseldorfer Wagenbau-Fabriks-Gesellschaft  in Nesselsdorf. Hans Ringhoffer wurde Generaldirektor dieses neu gegründeten Konzerns, welcher den Namen Ringhoffer-Tatra-Werke AG trug. Die Entwicklung der Tatra Automobile innerhalb des Konzerns oblag dem bedeutenden Automobilkonstrukteur Hans Ledwinka.
Neben seiner Tätigkeit als Generaldirektor der Ringhoffer-Werke war Ringhoffer auch Generaldirektor der zum Konzern gehörenden Bierbrauerei in Groß-Popowitz. Seit 1926 gehörte er dem Vorstand der Tschechoslowakischen Nationalbank an. Er war sogar berechtigt Banknoten der aktuellen Währung mit seiner Unterschrift zu versehen. Hans Ringhoffer übte auch eine diplomatische Tätigkeit aus, er war Honorarkonsul von Norwegen in der damaligen Tschechoslowakei.
Nach der Auflösung der Tschechoslowakei und der Gründung des Protektorats Böhmen und Mähren im März 1939 nahm Hans Ringhoffer die deutsche Staatsbürgerschaft an. Am 30. Juni 1939 beantragte er die Aufnahme in die NSDAP und wurde rückwirkend zum 1. April desselben Jahres aufgenommen (Mitgliedsnummer 7.079.023). Die Mitgliedschaft wurde ihm bald jedoch wieder entzogen, als bekannt wurde, dass er seinerzeit für die Tschechoslowakische Republik in diplomatischen Diensten tätig war und auch weiterhin gute Beziehungen zu bedeutenden Tschechen der damaligen Zeit unterhielt. Er nutzte seine Kontakte zur tschechischen Elite zur Durchsetzung seiner unternehmerischen Ziele.
Im Jahr 1939 trat er in den Verwaltungsrat der Škoda-Werke ein. Die Nationalsozialisten versuchten den Ringhoffer-Tatra-Konzern in die Reichswerke Hermann Göring einzugliedern, was Hans Ringhoffer jedoch verhindern konnte.
Hans Ringhoffer wurde im Mai 1945 wegen Kollaboration mit dem Dritten Reich festgenommen und stand anfangs unter Hausarrest in seiner Wohnung in Prag-Smíchov. Dann kam er in das zwischenzeitlich von den Sowjets verwaltete Lager Modrany südlich von Prag. Von dort wurde er unter nicht geklärten Umständen nach Dresden gebracht. Am 15. August 1946 erfolgte sein Transport von Dresden in das von NKWD betriebene Speziallager Nr. 1 in Mühlberg. Dort starb Hans Ringhoffer am 31. Dezember 1946 vermutlich an den Folgen von Ruhr und wurde in einem Massengrab bestattet. Die Angehörigen wurden nie benachrichtigt.
Hans Ringhoffer war nicht verheiratet und hatte auch keine eigenen Nachkommen. Neben seiner Muttersprache Deutsch beherrschte er wie viele Deutschböhmen Tschechisch auf muttersprachlichem Niveau.
Die Ringhoffer-Werke wurden im März 1946 entsprechend der Beneš-Dekrete verstaatlicht, die Familie Ringhoffer enteignet und aus der Tschechoslowakei vertrieben.